# 串原村立本郷小学校閑羅瀬分校
串原村立本郷小学校閑羅瀬分校（くしはらそんりつ　ほんごうしょうがっこう　しずらせぶんこう）は、かつて岐阜県恵那郡串原村（現・恵那市）に存在した公立小学校の分校。

## 概要
- 串原村立本郷小学校の分校であり、串原村字閑羅瀬に設置されていた。
- 閑羅瀬、大簗などの児童が通学していた。1963年廃校。跡地は閑羅瀬公民館などになっている。
- 閑羅瀬地区は矢作川上流部の集落であり、矢作川の対岸は同じ地名の愛知県東加茂郡旭町大字閑羅瀬（現・豊田市閑羅瀬町）である。

## 沿革
閑羅瀬地区の児童は、1878年から大簗地区の本郷小学校大簗分教場に通学していたが、1898年から恵那郡三濃村へ委託され、浅野尋常小学校へ通学していた
- 1911年（明治44年） - 三濃村への委託を解除[注釈 3]し、串原村字閑羅瀬に本郷尋常高等小学校閑羅瀬分教場を設置。閑羅生、大簗の児童が通学する。
- 1941年（昭和16年）4月1日 - 本郷国民学校閑羅瀬分教場に改称する。
- 1947年（昭和22年）4月1日 - 串原村立本郷小学校閑羅瀬分校に改称する。
- 1963年（昭和38年）3月 - 閑羅瀬分校を廃止。